# Отец отечества
Оте́ц Оте́чества (лат. Pater Patriae) — древнеримский почётный титул, жаловавшийся Сенатом за выдающиеся заслуги перед Республикой или империей.
Впервые этот титул был пожалован великому позднереспубликанскому политическому деятелю и оратору Марку Туллию Цицерону за заслуги в подавлении заговора Катилины, произошедшего в период его консулата в 63 году до н. э. Вторым обладателем титула стал в 45 до н. э. Гай Юлий Цезарь, ставший пожизненным диктатором и фактически единоличным правителем Римской Республики.
Также сенат присудил его во 2 году до н. э. и наследнику Цезаря, Октавиану Августу. При этом не произошло закрепления данного наименования в качестве обязательной части императорских регалий, в отличие от титулов: Император, Цезарь, Август, princeps senatus, pontifex maximus и tribunicia potestas. Светоний писал, что этот титул также предлагался наследнику Августа Тиберию, но был им отклонён.
Со временем этот титул присваивался многим римским императорам. Как правило, это делалось после продолжительного их правления или как знак чрезвычайного уважения со стороны сената за прошлые заслуги, как было в случае с Нервой.
Впоследствии, в новое и новейшее время, подобные титулы также присуждались представительными органами власти многих государствах (Пётр I в России, Джордж Вашингтон в США, Илья Чавчавадзе в Грузии, Виктор Эммануил II в Италии, Хуан Пабло Дуарте в Доминиканской Республике, Мигель Идальго в Мексике).

## Хронологический список римских «Отцов отечества»
Все нижеперечисленные деятели, кроме первых четырёх, являются римскими императорами
- Ромул, 753 год до н. э.
- Марк Фурий Камилл, 386 год до н. э.
- Марк Туллий Цицерон, 63 год до н. э.
- Юлий Цезарь, 45 год до н. э.
- Октавиан Август, 5 февраля 2 года до н. э.
- Калигула, 37
- Клавдий, январь 42
- Нерон, 55
- Веспасиан, 70
- Тит, июнь 79
- Домициан, 14 сентября 81
- Нерва, сентябрь 96
- Траян, 98
- Адриан, 128
- Антонин Пий, 139
- Марк Аврелий и Луций Вер, 166
- Коммод, 177
- Септимий Север, 193
- Каракалла, 199
- Макрин, июнь 217
- Гелиогабал, июль 218
- Гордиан III, май 238
- Филипп Араб, 244
- Проб, июль 276
- Диоклетиан, 20 ноября 284
- Максимиан, 1 апреля 286
- Константин I, 307